# Cordelière (torpilleur)
Pour les articles homonymes, voir Cordelière.
La Cordelière est un torpilleur construit pour la marine française entre 1934 et 1936, de la classe La Melpomène, connue pour des problèmes de stabilité et de navigabilité.

## Conception
La Cordelière avait une longueur de 80,7 m,,,, une largeur de 7,96 m, et un tirant d'eau de 3,07 m,. Son déplacement était de 680 tonnes à charge normale (officiellement, 610 tonnes selon le traité naval de Washington et 895 tonnes en pleine charge. Sa propulsion reposait sur deux chaudières Indret au fioul, deux turbines à vapeur à engrenage Rateau-Bretagne, et deux arbres d'hélice terminés par une hélice tripale. Sa puissance de 22000 ch lui donnait une vitesse maximale de 34,5 noeuds,,, (36,5 noeuds aux essais). Il emportait jusqu’à 170 tonnes de combustible, lui donnant une autonomie de 2700 km à 20 nœuds, ou 1260 km à 34 nœuds. Son armement se composait de 2 canons de 100 mm/45 en 2 tourelles simples, approvisionnés à 150 coups, 4 mitrailleuses Hotchkiss de 13,2 mm modèle 1929 antiaériennes (2 x 2 canons jumelés), 2 tubes lance-torpilles de 550 mm en un affût triple, un grenadeur de sillage,, avec 10 grenades anti-sous-marines et une torpille remorquée Ginocchio anti-sous-marine,,. Son équipage était de 105 hommes : 6 officiers, 15 officiers mariniers, 85 quartiers-maîtres et matelots.

## Carrière
La Cordelière a été construite par les Chantiers et Ateliers Augustin Normand au Havre,,,. Elle est le sixième bâtiment de sa classe. Sa quille est posée le 16 août 1934. Elle est lancée le 9 septembre 1936 et mise en service le 11 janvier 1938,,,,,.
La Cordelière (T 111) est affectée successivement à la 13e division de torpilleurs, puis à la 11e. Au début de la Seconde Guerre mondiale, en septembre 1939, elle est basée à Brest. Lors de la bataille de France, elle fait partie de la 11e division avec l'Incomprise (T 112) et le Branlebas (T 113). Elle participe aux combats sur les côtes de Hollande, des Flandres et du nord de la France. Après plusieurs affrontements avec l'aviation allemande,, elle est gravement endommagée le 19 mai 1940, par la déflagration d’une bombe qui éclate contre la coque, défonçant plusieurs couples et mettant une chaudière hors service. Elle rallie péniblement Cherbourg pour des réparations,. Lors de la signature de l’armistice du 22 juin 1940, elle est remorquée jusqu’en Angleterre, à Portsmouth.
Elle est saisie dans ce port par les Britanniques le 3 juillet 1940,,,,. Elle est restituée aux Forces navales françaises libres (FNFL) en août 1940, mais faute d’équipage FNFL pour l’armer, elle reste servir sous le pavillon britannique. Elle est incorporée dans la Royal Navy sous le nom de H25 et affectée à la 23rd Destroyer Flottilla. Elle est mise en réserve à Hartlepool et n'a jamais repris de service à la mer.
Elle est restituée à la France en septembre 1945, mais elle est en très mauvais état et doit être remorquée jusqu’à Cherbourg,,,, où elle arrive le 23 septembre. Elle n’est pas remise en état, mais radiée le 17 février 1950,, et vendue pour la ferraille avec La Melpomène, la Flore et l'Incomprise. Elle sera démolie à Toulon en 1950.